# Elatostema gracilifolium
Elatostema gracilifolium es una especie de planta del género Elatostema, perteneciente a la familia Urticaceae.

## Taxonomía
Elatostema gracilifolium fue descrita por Elmer Drew Merrill en 1918.

## Distribución
Se encuentra en el territorio de Filipinas.